# Open Datalink Interface
Open Datalink Interface (ODI) ist eine von Novell und Apple entwickelte Spezifikation zur Einbindung von Netzwerkkarten und ist auf der Schicht 2 des OSI-Modells angesiedelt. Sie wird vor allem in NetWare-Netzen eingesetzt und entspricht der NDIS.
ODI wurde entwickelt, um die Flexibilität beim Einsatz von Netzwerkkarten zu erhöhen. Der Vorgänger IPX.COM war ein Monolith aus Kartentreiber und dem Protokoll IPX und musste mit einem speziellen Linker (WSGEN) erzeugt werden. Dieser Vorgang musste bei jeder Konfigurationsänderung an der Netzwerkkarte und bei Erneuerung des Kartentreibers wiederholt werden. Zudem konnte ausschließlich IPX und nur eine Netzwerkkarte verwendet werden.
Mit ODI wurde eine Modularisierung durch Aufteilung in den Kartentreiber MLID (Multiple Link Interface Driver), dem Vermittler LSL (Link Support Layer) und dem Netzwerkprotokoll durchgeführt. Neben bzw. alternativ zu IPX konnten dadurch weitere Protokolle wie zum Beispiel TCP/IP verwendet werden.